# Síndrome del esposo golpeado
El síndrome del esposo golpeado es un concepto propuesto por Suzanne K. Steinmetz a mediados de la década de 1970 para referirse a una condición física y psicológica que presentan las víctimas de violencia y abusos (usualmente de manera persistente) proveniente de sus parejas.
Su trabajo, uno de los primeros estudios donde se abordó la violencia contra el varón, fue publicado en la revista «Victimology» de 1977 bajo el nombre The Battered Husband Syndrome. Esta investigadora afirmaba que el número de amenazas de violencia de las esposas contra los esposos excede en un 20% el de los esposos y llegaba a la conclusión de que las mujeres tienen más intencionalidad de violencia que los varones pero no pueden llevarla a cabo. Realizó este estudio sobre 57 familias residentes en New Castle County, Delaware, Estados Unidos. El resultado fue que un 93% de las personas utilizaban agresiones verbales y un 60% agresiones físicas, como arrojar objetos o empujar al otro, para resolver conflictos maritales. Mientras el 39% de los maridos arrojaban objetos, el 37% de las mujeres lo hacían. Los esposos en un 31% empujaban o tomaban por la fuerza a su esposa contra un 22%  de las esposas. Steinmetz llega a la conclusión de que la violencia es recíproca entre esposos y esposas, que la intencionalidad es la misma en varones que en mujeres y que las mujeres son más proclives a iniciar la pelea.
En otro estudio con estudiantes  universitarios Suzanne Steinmetz les pidió que rellenen un cuestionario sobre las modalidades de resolución de conflictos en su familia. El resultado fue que el 95% de las personas, sean varones o mujeres indistintamente, utilizaban los insultos y las agresiones verbales, mientras que el 30% practicaba agresiones físicas como arrojar objetos o empujar al otro o tratar de golpearlo.
Los argumentos de Suzanne Steinmetz han sido apoyados y criticados total o parcialmente por numerosos investigadores; ello no solo ha llevado a que algunos utilicen el apelativo de «mito del síndrome del esposo golpeado», sino que ha incitado el debate sobre la simetría de género.

## Argumentos en contra
Entre otras cosas, a Steinmetz  se le criticó que no diferenció agresión verbal de agresión física o amenazas de agresión real.
Otra crítica que se le hizo fue que no discriminó intencionalidad de acción: era lo mismo el deseo de golpear a alguien que el hecho de hacerlo.
La crítica que realizó el doctor David Finkelhor fue que en sus estudios, Suzanne Steinmetz realizaba analogías no aceptadas por el método científico. Los estudios que homologan violencia masculina a violencia femenina, o violencia contra un niño con violencia contra una esposa, no diferencian un chirlo en la mano dado por la madre al niño que una paliza en la cual el padre le rompe las costillas a la madre, poniendo al mismo nivel distintos tipos de violencia.
Estas analogías son consideradas inapropiadas por David Finkelhor porque dejan fuera el contexto de las situaciones de violencia familiar y no distinguen la naturaleza del abuso y el maltrato. Disciplinar a un niño rebelde no es lo mismo que golpear a una esposa.
En 1986, Martin D. Schwartz ya había cuestionado el estudio de Suzanne Steinmetz al presentar los resultados preliminares de una investigación en la Academy of Criminal Justice Sciences. En éste, y sobre 59 000 casos que incluían tanto a esposos, esposas como exesposos y exesposas, Schwartz encontró que el 95% de las víctimas de violencia doméstica, entre 1973 y 1982, eran mujeres y el 5% varones. Además descubrió que los varones llamaban inmediatamente a la policía si eran atacados por sus esposas mientras que las mujeres golpeadas rara vez lo hacían, y si lo hacían era cuando ya su vida o la de sus hijos corría riesgo.
En un estudio realizado en 2003 por David Gadd y Stephen Farrall del Departamento de Criminología de la Universidad de Keele y Damian Dallimore de la Universidad de Sheffield, sobre la violencia doméstica contra los varones en Escocia, investigó por qué existe un mayor número de víctimas masculinas en los datos aportados por la Scottish Crime Survey versus los casos realmente registrados en las bases de datos criminológicas, y concluyen que ello puede explicarse por las diferencias de género en las experiencias de los patrones de victimización y presentación de informes. Luego de estudiar una muestra de varones contados originalmente como «víctimas de sexo masculino», los autores sostienen que éstos exagerarían sus experiencias cuando se les aplica el Scottish Crime Survey.
En los estudios lo que aparece es que son los varones quienes se definen a sí mismos como víctimas de violencia, son los esposos los que se identifican como blancos de violencia por parte de sus mujeres. Juan Carlos Ramírez Rodríguez cree que, dado que el modelo aceptado socialmente de la feminidad es la sumisión, la pasividad y la abnegación, cualquier conducta que escape al estereotipo será percibido de forma exagerada como anormal o violento. Se percibirá a la mujer como desproporcionadamente agresiva incluso si se está defendiendo.
En 1977, Murray Straus, quien en 1980 publica con Suzanne Steinmetz, presentó un estudio realizado en 1975 sobre una muestra de 2.143 parejas casadas y no casadas, en el cual sostenía que las mujeres cometen 3.0 ataques al año en promedio comparado con los 2.5 ataques de varones. Murray Straus usó una escala del 1 al 8 en cuanto a gravedad del ataque.
La crítica principal que se le hizo a Murray Straus es que entrevistó a un solo miembro de la pareja. Se trató de autoevaluaciones en las cuales las percepciones cambiaban según si el entrevistado era el esposo o la esposa. Se le cuestionó que utilizó un conjunto de preguntas que no pueden discriminar entre la intención y el efecto. En la «Escala de Tácticas de Conflicto o CTS» se equiparaba a una mujer empujando un varón en defensa propia con un varón que empuja a una mujer por las escaleras, y se  calificaba a una madre tan violenta si ella defiende a su hija de abuso sexual del padre como si inicia la pelea. Esta escala combinaba categorías tales como «golpear», «tratar de golpear» e «intención de golpear» a pesar de la diferencia que existe entre ellas.
Emerson, Russell y Dobash son algunos de los investigadores que cuestionaron la metodología del trabajo de Murray Straus y, por lo tanto, la confiabilidad de sus resultados.
Ellos  consideraron que los que sostienen que existe simetría en la violencia de ambos géneros estaban exagerando sus hallazgos y que no es posible comparar la violencia femenina en la pareja con la violencia masculina, pues difieren tanto en la calidad como en la cantidad. Los autores cuestionaron la metodología, la data y el marco teórico utilizado por los investigadores que sostienen lo que ellos llaman el «mito de la simetría». Las agresiones perpetradas por los varones son de mayor gravedad,  son múltiples en un solo episodio y  tienen efectos más devastadores por las lesiones provocadas.
Jack C. Straton, profesor de la Universidad de Portland que sostiene que Suzanne Steinmetz ha creado el «mito del síndrome del esposo golpeado», critica el estudio de Steinmetz por carecer —en su opinión— de metodológicas serias, como por ejemplo, que en la muestra de 1977 con 57 parejas, cuatro mujeres habían sido golpeadas en serio, mientras que los esposos no habían padecido golpes, solo amenazas.